# 黒崎輝 (国際政治学者)
黒崎 輝（くろさき あきら、1972年 - ）は、日本の政治学者。専門は、国際政治学、国際政治史。
東北大学法学部卒業後、東北大学大学院法学研究科前期課程修了。東北大学大学院法学研究科助手、明治学院大学国際平和研究所、立教大学法学部助手、立教大学法学部兼任講師を経て、2009年10月より、福島大学人文社会学群行政政策学類准教授。博士（法学） (東北大学)。
2006年、『核兵器と日米関係』でサントリー学芸賞受賞。

## 著書

### 単著
- 『核兵器と日米関係――アメリカの核不拡散外交と日本の選択1960-1976』有志舎〈フロンティア現代史 = The frontier of Japanese contemporary history〉、2006年3月。ISBN 4-903426-01-7。

### 共著
- 「東アジア冷戦下の日米関係・韓米関係――アメリカの核戦略と日本の国内政治の交錯一九五四～六〇年」、同時代史学会編 編『朝鮮半島と日本の同時代史――東アジア地域共生を展望して』日本経済評論社、2005年12月、pp. 189-233頁。ISBN 4-8188-1806-2。
- 「北東アジアの地域安全保障とミサイル問題――地域ミサイル管理を構想する」、遠藤誠治・小川有美編著 編『グローバル対話社会――力の秩序を超えて』明石書店、2007年9月、pp. 43-93頁。ISBN 978-4-7503-2601-6。

### 翻訳
- デービッド・クリーガー・カラー・オン編 編『ミサイル防衛　大いなる幻想――東西の専門家20人が批判する』梅林宏道共訳、高文研、2002年11月。ISBN 4-87498-293-X。

## 論文
- 「研究報告　東南アジア開発をめぐる日米関係の変容1957-1960」『法学』第64巻第1号、東北大学法学会、2000年4月、pp. 94-130、ISSN 0385-5082。
- 「中国の核実験とアメリカの対日政策への影響」『年報・日本現代史』第7号、現代史料出版、pp. 247-275。
- 「アメリカ外交と核不拡散条約の成立（1）」『法学』第65巻第5号、東北大学法学会、2001年12月、pp. 644-705、ISSN 0385-5082。
- 「アメリカ外交と核不拡散条約の成立（2・完）」『法学』第65巻第6号、東北大学法学会、2002年2月、pp. 789-842、ISSN 0385-5082。
- 「佐藤政権の核政策とアメリカの「核の傘」――「アメリカの核抑止力への依存」政策の公式化・定着とその背景」『PRIME』第16号、明治学院大学国際平和研究所、2003年3月、pp. 73-93、ISSN 1340-4245。
- 「ブッシュ政権のイラク問題への対応と大量破壊兵器拡散問題」『生活経済政策』第75号、生活経済政策研究所、2003年4月、pp. 7-11、ISSN 1342-9337。
- 「日本の宇宙開発と米国――日米宇宙協力協定（1969年）締結に至る政治・外交過程を中心に」『国際政治』第133号、日本国際政治学会、2003年8月、pp. 141-156、ISSN 0454-2215。
- 「1960年代後半の中国の核兵器開発と日米両国政府の対応に関する一考察――日米安全保障事務レベル協議におけるABM協議（1967-1968年）を中心として」『PRIME』第19号、明治学院大学国際平和研究所、2004年3月、pp. 49-79、ISSN 1340-4245。
- 「核兵器との共存を拒んだ日本の科学者――核時代のトランスナショナル・ヒストリー研究に向けての断章　（特集・国際安全保障と戦後日本）」『創文』第496号、創文社、2007年4月、pp. 10-14、ISSN 1343-6147。
- 「The Pugwash Conferences and American scientists' quest for disarmament and stable mutual deterrence, 1955-1963」『アメリカ研究』、アメリカ学会、pp. 226-228、ISSN 0387-2815。
- 「核兵器との共存を模索する科学者――パグウォッシュ会議における最小限抑止論の受容と米国の科学者の役割，1955-1963年　（特集　核の空間）」『アメリカ研究』第42号、アメリカ学会、2008年、pp. 77-97、ISSN 0387-2815。
- 「日本における核抑止論批判の誕生――パグウォッシュ会議と日本の科学者、1954-1963年」『同時代史研究』第2号、同時代史学会、2009年、pp. 3-20、ISSN 1883-3020。
- 「「核の傘」再考の時代へ　（特集　日本の軍縮イニシアティブ　核兵器のない世界へ）」『外交フォーラム』第22巻第8号、都市出版、2009年8月、pp. 58-61、ISSN 0915-1281。
- 「北東アジアの非核化と日本――「核の傘」依存再考のための予備的考察　（「核なき世界」に向けて）」『平和研究』第35号、早稲田大学出版部、pp. 1-18、ISSN 0385-0749。
- 「日米同盟と日本の核政策――論じられ方の変容とその政治学的考察　（特集　「日米安保」を問う）」『環』第41巻、藤原書店、2010年、pp. 220-227。